# ジエチルエーテルペルオキシド
ジエチルエーテルペルオキシド(Diethyl ether peroxides)は、ジエチルエーテルが空気、光、金属の存在下で自動酸化して生じる有機化合物である。

## ジエチルエーテルヒドロペルオキシド
ジエチルエーテルヒドロペルオキシド（Diethyl ether hydroperoxide 、CH3-CH2-O-CH(OOH)-CH3)は、粘性の低い無色の液体で、芳香がある。加熱すると燃焼して酢酸と水を生じる。ジエチルエーテルヒドロペルオキイドは水酸化ナトリウム、鉄(II)イオンを含む塩の存在下で分解する。

## ジエチルエーテルペルオキシド
ジエチルエーテルペルオキシド(-CH(CH3)OO-)n は、ジエチルエーテルが重合してできた物質である。この物質は油状の無色の液体で、非常に猛度、摩擦が大きい過敏な火薬である。5mgのような極微量でもガラス製の実験器具を破壊する威力を持つ。エーテルペルオキシドの危険な特性は、ジエチルエーテルとテトラヒドロフラン(THF)もしくはエチレングリコールジメチルエーテル(1,2-ジメトキシエタン)のような他のエーテルが工業過程で避けられる理由となっている。

## 検出
ジエチルエーテルペルオキシドには、ヨウ化カリウム溶液またはヨウ化カリウムデンプン紙が検出に使われる。ジエチルエーテルペルオキシドが存在すると青紫色のヨウ素が遊離する。

## 分解
エーテルペルオキシドは、鉄(II)イオン、マンガン(II)イオン、またはトリフェニルホスフィンの存在でアセトアルデヒドに不均化する。ペルオキシドへの速やかな再生成を防ぐためには生成したアルデヒドを取り除く必要がある。